# Jabouilleia danjoui
Jabouilleia danjoui е вид птица от семейство Pellorneidae. Видът е почти застрашен от изчезване.

## Разпространение
Видът е разпространен във Виетнам, Лаос и Мианмар.